# Jacques Faggianelli
Jacques Faggianelli est un homme politique français, né le 18 novembre 1901 à Bastia (Haute-Corse) et décédé le 30 avril 1989 à Bastia
- Député radical de Corse de 1951 à 1958 puis de 1967 à 1968 sous l'étiquette gaulliste
- Sous Secrétaire d'État à la Marine Marchande dans le gouvernement Maurice Bourgès-Maunoury du 17 juin au 30 septembre 1957